# Ayrton Montarroyos
Ayrton José Montarroyos de Oliveira Pires (Recife, 27 de junho de 1995) é um cantor brasileiro.
Ayrton é famoso por sua participação em 2015 na quarta edição do show de talentos The Voice Brasil da Rede Globo no qual chegou a final. Antes do programa ele possuía uma indicação ao Grammy Latino por sua participação no disco "Herivelto Martins - 100 Anos".

## Carreira
Descendente de judeus espanhóis, Montarroyos começou a interpretar aos 11 anos. Ele fez seu primeiro show profissional aos 16, após divulgar um vídeo caseiro com a interpretação de “Olhos nos olhos”, de Chico Buarque. Desde então começou a se apresentar por vários locais como shoppings, orquestras e até em coro de igreja evangélica onde achava possível expor seu talento com o objetivo de ganhar experiência e traquejo de palco. Em 2011 aos 16, fez seu primeiro show solo profissional, no Teatro Beberibe, ainda na capital pernambucana, cumprindo no total dois dias de apresentação.
Seu primeiro registro fonográfico foi ao cantar “Riacho do Navio” clássico de Luiz Gonzaga com Zé Dantas, para o álbum "100 Anos de Gonzagão" idealizado e produzido por Thiago Marques Luiz como forma de tributo ao centenário de Luiz Gonzaga, onde também contava com participação de Elba Ramalho e Zeca Baleiro.
Em 2013, o cantor teve seu talento reconhecido internacionalmente com uma indicação ao Grammy Latino, por sua colaboração no álbum "Herivelto Martins - 100 Anos", no qual dividiu a faixa “Dois Corações” com Ylana Queiroga. O álbum foi indicado como "Melhor Álbum de Música Popular Brasileira".

### The VoiceBrasil
Em 2015 Montarroyos se inscreveu para a quarta edição do show de talentos The Voice Brasil transmitido pela Rede Globo.
Montarroyos teve sua primeira apresentação televisionada em 8 de Outubro com a musica "Força Estranha", conquistando o voto positivo de Claudia Leitte e Lulu Santos, dos quais escolheu Lulu como seu técnico e mentor. Na fase de batalhas ele cantou "Certas Coisas" em dueto com Leo Chaves, vencendo a batalha. Na Rodada de Fogo ele cantou "Nunca", mas não foi salvo por Lulu, entretanto, foi salvo pela público. Em 3 de Dezembro no Shows Ao Vivo - Oitavas de Final ao cantar "Carinhoso" ele foi novamente salvo pelo público, agora com a maior porcentagem entre os participantes, com 65%. Na semana seguinte mais uma vez ele foi salvo pelo público ao cantar "Cálice". Na semi-final ele cantou "Olhos Nos Olhos" avançando para a final ao derrotar Joelma Santiago. Em 25 de dezembro de 2015 na final, Montarroyos perdeu o programa com Júnior Lord e Nikki ao serem derrotados por Renato Vianna.
| Episódio (data de transmissão)                    | Música                                  | Ordem | Notas                                                     |
| ------------------------------------------------- | --------------------------------------- | ----- | --------------------------------------------------------- |
| Audições às Cegas (8 de outubro de 2015)          | "Força Estranha"                        | 9     | Claudia Leitte e Lulu Santos viraram Escolheu Lulu Santos |
| Batalhas (5 de Novembro)                          | "Certas Coisas" (vs. Leo Chaves)        | 11    | Salvo pelo técnico                                        |
| Rodada de Fogo (18 de Novembro)                   | "Nunca"                                 | 1     | Salvo pelo público                                        |
| Shows Ao Vivo - Oitavas de Final (3 de Dezembro)  | "Carinhoso"                             | 10    | Salvo pelo público com 65%                                |
| Shows Ao Vivo - Quartas de Final (10 de Dezembro) | "Cálice"                                | 9     | Salvo pelo público com 44%                                |
| Shows Ao Vivo - Semifinal (17 de Dezembro)        | "Olhos Nos Olhos"                       | 1     | Salvo                                                     |
| Shows Ao Vivo - Final (25 de Dezembro)            | "Fascinação"                            | 3     | Finalista                                                 |
| Shows Ao Vivo - Final (25 de Dezembro)            | "Eu Só Quero Um Xodó" (com Lulu Santos) | 6     | Finalista                                                 |

| Música   | Colaboração                                     |
| -------- | ----------------------------------------------- |
| "Óculos" | Finalistas (Júnior Lord, Nikki e Renato Vianna) |

## Artisticamente

### Influências
Ayrton começou muito cedo a se descobrir na música devido a viver em uma família de vocação musical. Desde os cinco anos de idade Montarroyos já ouvia Dalva de Oliveira, Mireille Mathieu, Edith Piaf, Orlando Silva, Cauby Peixoto, Claudette Soares e Dick Farney. Seu interesse por músicas antigas vinha de sua avó, Célia Montarroyos, que possuía um acervo das músicas e era ex-funcionária da gravadora Rozenblit, do Recife.
| “ | "O primeiro álbum que ouvi foi uma coletânea de Dalva de Oliveira e, para mim, era a cantora do momento. Eu comentava com as crianças no colégio, e elas ficavam sem entender. Passei dois anos escutando só Dalva" | ” |

Sua tia-avó Cirleide Montarroyos o incentivou a seguir com a música como uma vocação e não sentir vergonha diante de seu gosto musical "diferente".
Ele cita Ângela Maria, Dalva de Oliveira, Cauby Peixoto, Chico Buarque, Elba Ramalho, Evinha, Zé Manoel e Zeca Baleiro.

## Discografia

### Álbuns de estúdio
- 2017: Ayrton Montarroyos
- 2024: A Lira do Povo

### Álbuns ao vivo
- 2019: Um Mergulho No Nada

## Prêmios e indicações

### Grammy Latino
| Ano  | Categoria                                 | Nomeação                     | Resultado | Ref.  |
| ---- | ----------------------------------------- | ---------------------------- | --------- | ----- |
| 2013 | Melhor Álbum de Música Popular Brasileira | Herivelto Martins - 100 Anos | Indicado  | [ 4 ] |